# Merlin (film)
Merlin is een Brits-Amerikaanse film uit 1998 van regisseur Steve Barron, gebaseerd op de Arthurlegende.

## Verhaal
Merlijn is een verschijnsel, geboren uit magie. Merlijn staat naast Arthur als deze het zwaard Excalibur bezit, Camelot bouwt en wordt verraden door zijn vrouw Guinevere. Het blijkt dat Arthur is voorbestemd om een bepaald pad te kiezen in zijn leven. Merlijn probeert te voorkomen dat zijn koning dat noodlottige pad zal kiezen.

## Rolbezetting
| Acteur                 | Personage                        |
| ---------------------- | -------------------------------- |
| Sam Neill              | Merlijn                          |
| Helena Bonham Carter   | Morgan Le Fey                    |
| Miranda Richardson     | koningin Mab/vrouwe van het meer |
| John Gielgud           | koning Constans                  |
| Martin Short           | Frik                             |
| Paul Curran            | koning Arthur                    |
| Jason Done             | Mordred                          |
| Rutger Hauer           | koning Vortigern                 |
| Isabella Rossellini    | Nimue                            |
| Mark Jax               | koning Uther Pendragon           |
| Lena Headey            | koningin Guinevere               |
| James Earl Jones       | de bergkoning                    |
| Jeremy Sheffield       | heer Lancelot                    |
| Roger Ashton-Griffiths | heer Bors                        |
| Sebastian Roché        | heer Gawein                      |
| Rachel de Thame        | Igraine                          |
| Janine Eser            | Elaine                           |
| John Turner            | koning Lot                       |